# U-762
Unterseeboot 762 foi um submarino alemão do Tipo VIIC, pertencente a Kriegsmarine que atuou durante a Segunda Guerra Mundial.

## Comandantes
| Comandante               | Data                                            |
| ------------------------ | ----------------------------------------------- |
| Kptlt. Wolfgang Hille    | 30 de janeiro de 1943 - 14 de dezembro de 1943  |
| Oblt. Walter Pietschmann | 15 de dezembro de 1943 - 8 de fevereiro de 1944 |

## Subordinação
Durante o seu tempo de serviço, esteve subordinado às seguintes flotilhas:
| Período                                      | Flotilha                                  |
| -------------------------------------------- | ----------------------------------------- |
| 30 de janeiro de 1943 - 31 de julho de 1943  | 8. Unterseebootsflottille (treinamento)   |
| 1 de agosto de 1943 - 8 de fevereiro de 1944 | 9. Unterseebootsflottille (serviço ativo) |

## Operações conjuntas de ataque
O U-762 participou das seguinte operações de ataque combinado durante a sua carreira:
- Rudeltaktik Rossbach (6 de outubro de 1943 - 9 de outubro de 1943)
- Rudeltaktik Schlieffen (14 de outubro de 1943 - 22 de outubro de 1943)
- Rudeltaktik Siegfried (22 de outubro de 1943 - 27 de outubro de 1943)
- Rudeltaktik Rügen 1 (6 de janeiro de 1944 - 7 de janeiro de 1944)
- Rudeltaktik Rügen (7 de janeiro de 1944 - 26 de janeiro de 1944)
- Rudeltaktik Stürmer (26 de janeiro de 1944 - 3 de fevereiro de 1944)